# Mercedes-Benz OM 617

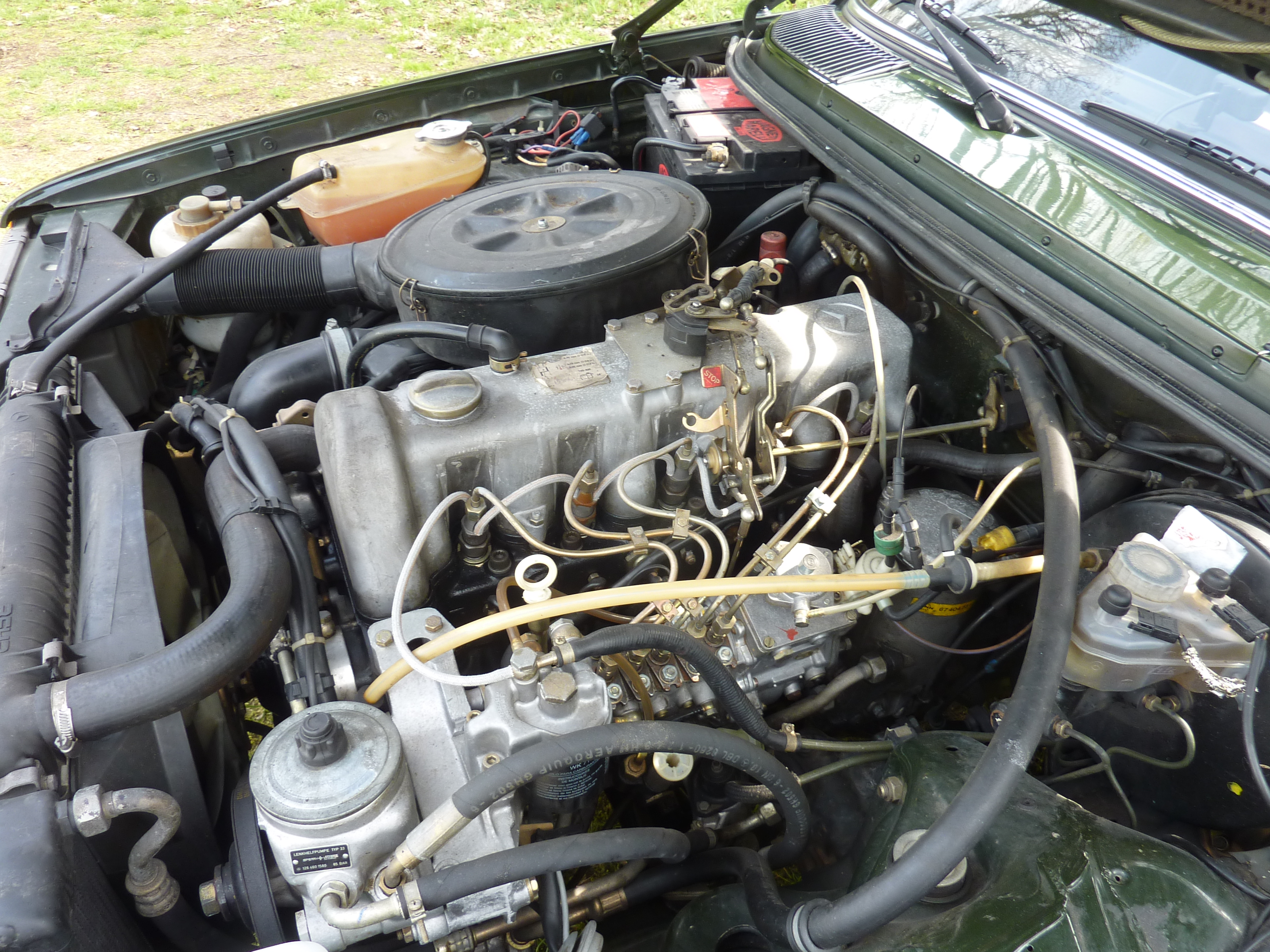
Mercedes-Benz OM 617

OM 617 — це п’ятициліндровий рядний двигун Mercedes-Benz. Дизельний двигун з форкамерним уприскуванням з'явився на ринку в 1974 році на Mercedes-Benz 240 D 3.0 (W 115). Він походить від чотирициліндрового двигуна OM 616 і відрізняється від нього лише додатковим циліндром.
Абревіатура «OM» розшифровується як «Oel-Motor» (двигун, який працює на дизельному паливі). Завдяки модульній системі поршні та шатуни використовуються спільно з OM 616 (240 D). Фердинанд Пієх, онук Фердинанда Порше, а пізніше голова правління Volkswagen AG, відіграв ключову роль у розробці. З 1972 року він керував інженерним бюро в Штутгарті, а пізніше створив перший п’ятициліндровий бензиновий двигун на Audi.
OM617 вважається одним із найнадійніших двигунів, коли-небудь вироблених, з двигунами, які часто досягають понад 1 000 000 км без перебудови, і є однією з ключових причин популярності Mercedes у Північній Америці в 1980-х роках, оскільки він був потужним і надійним порівняно з іншими автомобільними дизелями того часу. Це також дуже популярний вибір для використання альтернативних видів палива, головним чином прямої чи відпрацьованої рослинної олії та біодизеля, хоча використання цих видів палива може з часом призвести до пошкодження двигуна, якщо перед використанням їх не обробляти належним чином.

## Атмосферний OM617
По суті, це OM616 із додатковим циліндром, він дебютував у 1974 році з шасі W115 (240 3.0d). Діаметр і хід поршня становили 91 мм х 92,4 мм. Спочатку він мав потужність 80 к.с. (59 кВт). Двигуни оснащалися інжекторними насосами Bosch MWякі мали регулятори махової ваги та вакуумний запірний пристрій. Попередні двигуни використовували пневматичні регулятори та «ручку горили» для запуску та вимикання двигуна. Для Пн. Америки встановлювались помпи з пристроєм ADA, який обмежував подачу палива на великій висоті, щоб уникнути надмірного диміння через меншу щільність повітря. Нові блоки двигунів після .910 мали корпуси масляних фільтрів, встановлені ззаду, з комбінованим повнопоточним і обвідним фільтруючим елементом. У серпні 1978 року камеру попереднього згоряння було оновлено, щоб вона була схожа на нову конструкцію OM617A для більшого завихрення та більш ефективного згоряння. Об’єм двигуна було знижено до 3,0 л (2998 см3), щоб відповідати європейському законодавству щодо податку на робочий об’єм двигуна, змінивши діаметр отвору до 90,9 мм. У вересні 1979 року з'явився новий розподільний вал із більшим підйомом клапана, який дозволив повітрю та вихлопним газам мати менший опір. Потужність зросла до 88 к.с. (65 кВт). Крутний момент залишився на рівні 172 Н⋅м при 2400 об/хв. У листопаді 1980 року інжекторний насос типу MW був замінений на тип M для не північноамериканських двигунів. До 1980 року двигуни оснащувалися серійними свічками розжарювання з дротовим контуром, а потім були замінені набагато надійнішими свічками типу олівця (вони вже використовувалися в OM617A з 1978 року). Автомобілі, продані на ринок Північної Америки, мали обладнання рециркуляції вихлопних газів.
OM617.910
Масляний фільтр каністрового типу в нижній передній частині двигуна. Вихідна потужність становила 80 к.с. (59 кВт) при 4000 об/хв, а крутний момент становив 172 Н⋅м при 2400 об/хв.
Застосування:
- 1974–1976 240D 3.0 / 300D

OM617.912
Модифікацію було представлено в серії W123. Початкова потужність становила 80 к.с. (59 кВт) при 4000 об/хв, крутний момент 172 Н⋅м при 2400 об/хв. З вересня 1979 року - 88 к.с. (65 кВт) при 4400 об/хв, крутний момент 172 Н⋅м при 2400 об/хв.
Застосування:
- 1977–1985 300D
- 1977–1981 300D Північна Америка
- 1977–1985 300D Long
- 1977–1981 300CD Північна Америка
- 1978–1985 300TD

OM617.913
Це була адаптація .912 до шасі T1. Він мав корпус масляного фільтра, спрямований вниз.
- 1982–1988 209 D / 309 D / 409 D

OM617.931 і OM617.932
Цей двигун був адаптований з .912, щоб відповідати G-класу, головною відмінністю була заміна масляного піддону.
Застосування:
1979–1991 W460/W461

## OM617A з турбонаддувом
У 1976 році двигун був адаптований для використання турбокомпресора. Цей двигун OM617LA потужністю 190 к. с. (140 кВт) був встановлений на випробувальному автомобілі C111-IID і встановив 16 світових рекордів швидкості та витривалості на випробувальному полігоні Нардо в Італії. У 1978 році двигун знову був модернізований до 230 к.с. (169 кВт) і встановлений на C111-IIID і побив ще 9 рекордів. Модифікації для серійних двигунів включали масляні форсунки для охолодження нижньої частини поршнів; поршні з масляними каналами; більш міцні шатуни; стовбури клапанів, наповнені натрієм, і міцніший нітрид-гартований колінчастий вал. Також було встановлено модернізовану масляну помпу з окремим ланцюговим приводом, оскільки мастило турбокомпресора вимагало більшого потоку. Інжекторні помпи Bosch MW були відкалібровані для більшої подачі палива та оснащені пристроєм ALDA, який запобігав перезаправці, доки турбокомпресор не почав створювати тиск наддуву. На всіх двигунах OM617A встановлювалися свічки розжарювання.
Серійний турбований OM 617 A був оснащений перепускним турбокомпресором із фіксованою геометрією турбіни, розробленим Garret. Він має ефективність компресора <74 відсотків і коефіцієнт тиску приблизно. 3.0, що забезпечує скоригований потік повітря до 200 г·с−1. Його максимальна швидкість турбіни становить 2550 с-1, а тиск наддуву досягає 170 кПа. Daimler-Benz не оснащував OM 617 A інтеркулером. Тим не менш, турбонагнітач покращує термічну ефективність двигуна, в результаті чого BSFC становить 245 г/(кВт·год), покращення приблизно на 200 кг. 20 г більше, ніж у версії без наддуву. Початкові показники продуктивності агрегату об’ємом 2998 см3 становили 85 кВт при 4200 об/хв і BMEP 1,0 МПа,  що еквівалентно максимальному крутному моменту приблизно. 235 Н·м при 2400/хв.
OM617.950
У 1978 році OM617.950 використовувався в Mercedes-Benz W116 для виробництва тільки для північноамериканського ринку 300SD, першого в світі серійного турбодизельного седана. Ці двигуни існували до жорсткіших законів щодо викидів, тому не мали системи рециркуляції вихлопних газів (EGR). Початкова потужність становила 111 к.с. (82 кВт) при 4200 об/хв, крутний момент 228 Н⋅м при 2400 об/хв. З жовтня 1979 року - 121 к.с. (89 кВт) при 4350 об/хв, крутний момент 230 Н⋅м при 2400 об/хв.
Застосування:
- 1978–1980 300SD Turbo

OM617.951
.951 був представлений у 1981 році з робочим об'ємом 3,0 л (2998 см3), використовуючи діаметр циліндрів і хід 90,9 мм х 92,4 мм. Початкова потужність становила 121 к.с. (89 кВт) при 4350 об/хв, крутний момент 230 Н⋅м при 2400 об/хв. З жовтня 1982 року — 125 к.с. (92 кВт) при 4350 об/хв, крутний момент 250 Н⋅м при 2400 об/хв. Автомобілі, продані на ринок Північної Америки, мали обладнання EGR.
Застосування:
- 1981–1985 300SD Turbo
- 1981 300TD Turbo

OM617.952
.952 ідентичний .951, за винятком незначних змін, які підходять для шасі North American 123. Його також встановлювали на європейському ринку універсал W123, 300TD. Це був єдиний OM617 з турбонаддувом, встановлений на європейський W123. Початкова потужність становила 121 к.с. (89 кВт) при 4350 об/хв, крутний момент 230 Н⋅м при 2400 об/хв. З жовтня 1982 року - 125 к.с. (92 кВт) при 4350 об/хв, крутний момент 250 Н⋅м при 2400 об/хв. Автомобілі, продані на ринок Північної Америки, мали обладнання EGR.
Застосування:
- 1981–1985 300D Turbo Північна Америка
- 1981–1985 300CD Turbo Північна Америка
- 1982–1985 300TD Turbo
- Military  Hagglund Bv206 Bandvagn